# Salvatorkirche (Graz)

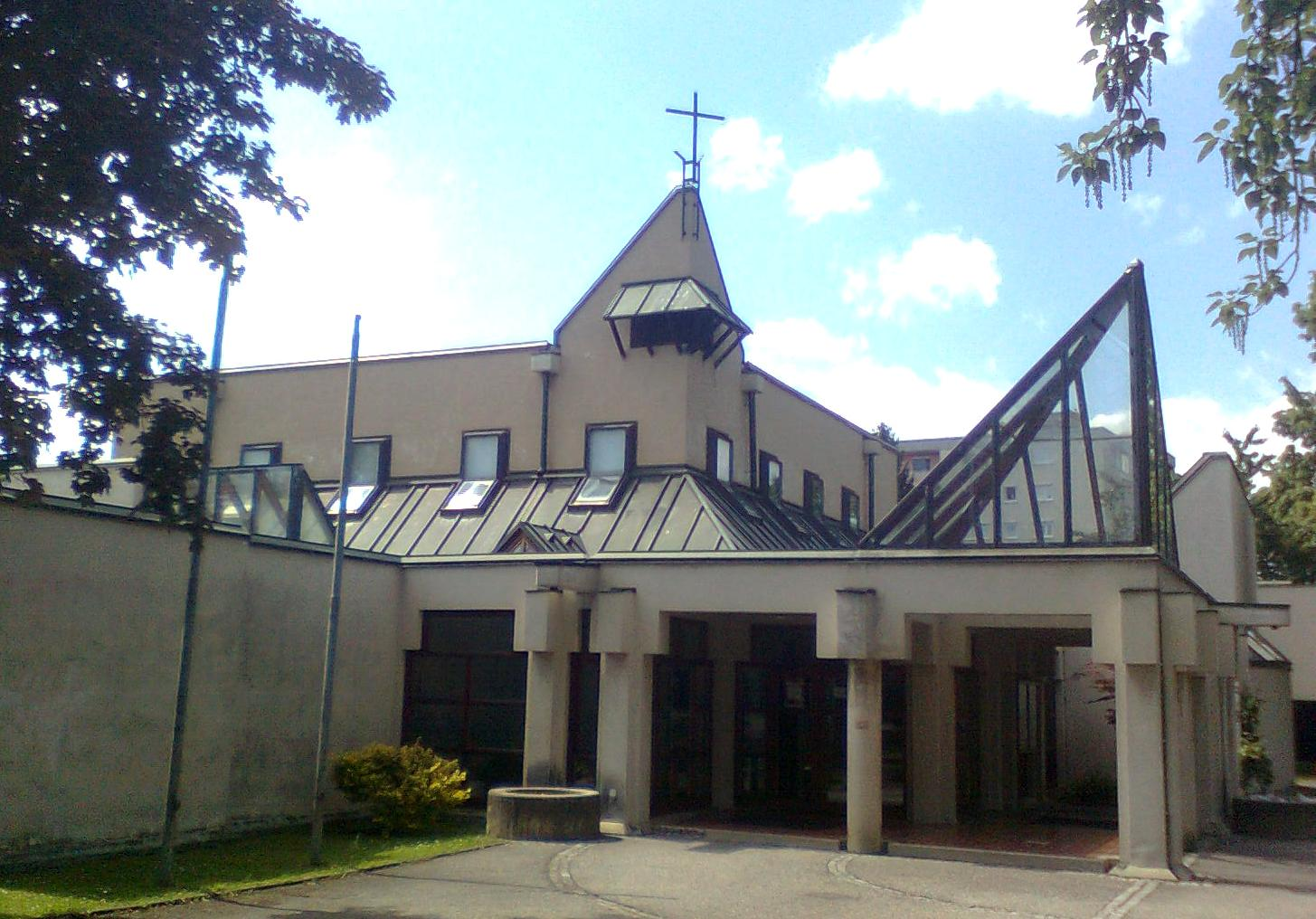
Salvatorkirche

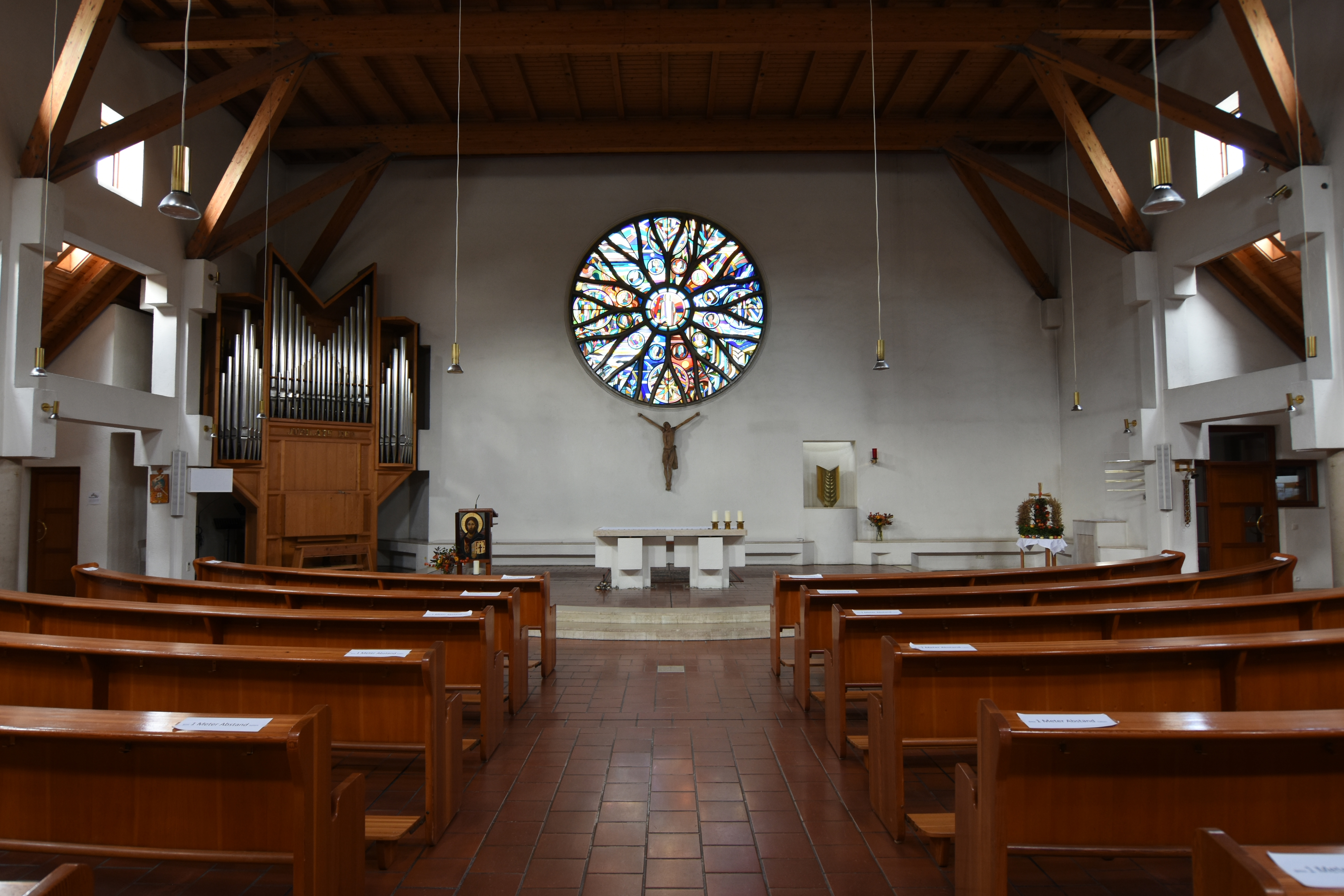
Innenansicht der Kirche

Die Salvatorkirche, auch Pfarrkirche Graz-Christus der Salvator, ist eine römisch-katholische Kirche im dritten Grazer Gemeindebezirk Geidorf. Sie war eine Expositur der Grabenpfarre und wurde 1981 zur eigenständigen Pfarre erhoben, und ist die Pfarrkirche der Pfarre Graz-Christus der Salvator im Dekanat Graz-Ost der Stadtkirche Graz. Dort ist auch das Salvatorkolleg Graz angesiedelt, die Grazer Niederlassung der Salvatorianer SDS.

## Geschichte und Gestaltung
Die Salvatorkirche ist Christus dem Salvator geweiht. Das Pfarrzentrum wurde in zwei Bauabschnitten errichtet: Durch das Bevölkerungswachstum in den 1960er Jahren wurde ein Kirchenraum mit einem anschließenden Pfarrhaus errichtet. Der Architekt dieses Gebäudekomplexes, der 1969 eröffnet wurde, war Karl Raimund Lorenz. Die Seelsorge übernahm die Ordensgemeinschaft der Salvatorianer. Nach dem Erwerb des Nachbargrundstücks begann der Bau eines Seelsorge- und Begegnungszentrums, des Seelsorgezentrum Graz-Nord. 
Der Kirchenraum besitzt einen quadratischen Grundriss. Um den halbrunden Altarraum mit rundem Rosettenfenster sind die Bänke konzentrisch angeordnet. Im Innenraum befinden sich zwölf Säulen, welche die Apostel symbolisieren. 14 Stützen tragen die Kreuzwegstationen. Der Tabernakel in Form einer Kornähre ist aus Messing. Neben dem Altar steht die Orgel und an der Ostseite ragt ein Naturstein in den Raum.